# 간스혼쥐여우원숭이
간스혼쥐여우원숭이 (Microcebus ganzhorni)는 쥐여우원숭이의 일종이다. 2016년 기재되었고, 독일영장류센터의 연구자가 발견했다. 마다가스카르섬의 베르트부인쥐여우원숭이]]와 같은 근연종 사이에서 발견되었고, 2013년에 이미 기재되었다. 겉모습이 유사하기 때문에 초기에 별도 종으로 구별하기 힘들었다. 오직 유전자 분석(mtDNA 서열 분석)을 통해서만 구별할 수 있다. 이 유전학 연구는 켄터키 대학교와 듀크 여우원숭이 센터, 마다가스카르의 안타나나리보 대학 과학자들의 공동 연구를 통해 수행되었다. 학명과 일반명은 마다가스카르섬에서 여우원숭이의 연구와 보전에 선구적인 역할을 한 함부르크 대학교의 요르그 간스혼(Jörg Ganzhorn) 교수의 이름에서 유래했다.